# Isinda (Lykien)
Isinda (altgriechisch Ἴσινδα) war eine antike Stadt in der kleinasiatischen Landschaft Lykien im heutigen İlçe Kemer in der Türkei.
Isinda bildete einen politischen Verbund (Sympolitie) mit seinen drei Nachbarstädten Aperlai (das die führende Rolle innehatte), Apollonia und Simena. Die Stadt lag auf einem Hügel oberhalb des jetzigen Dorfes Belenli, wo Reste einer Stadtmauer und weiterer Gebäude erhalten sind, ebenso wie einige lykische Pfeiler- und Felsengräber.